# Stanislaw Wikentjewitsch Kossior

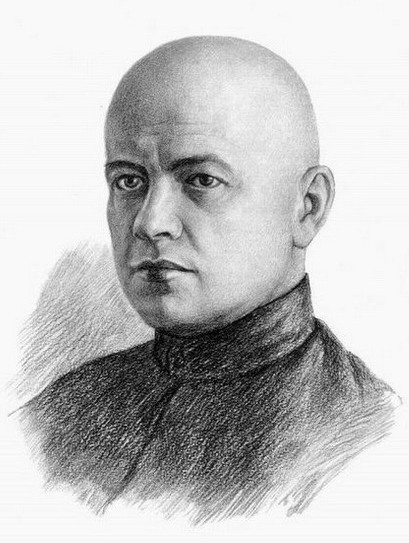
Stanislaw Wikentjewitsch Kossior

Stanislaw Wikentjewitsch Kossior (russisch Станислав Викентьевич Косиор; * 6. Novemberjul. / 18. November 1889greg. in Węgrów, im kongresspolnischen Gouvernement Siedlce des Russischen Reichs; † 26. Februar 1939) war ein sowjetischer Politiker. Er gilt als einer der Verantwortlichen der Hungersnot von 1932–1933, in der Ukraine auch als Holodomor bekannt. Er wurde während der Stalinschen Säuberungen hingerichtet.

## Biografie

### Frühe Jahre
Kossior war der Sohn eines einfachen Wanderarbeiters polnischer Abstammung, der in Węgrów eine Arbeit gefunden hatte. Er und seine beiden bekannten Brüder Wladislaw Kossior (1891–1938) und Iossif Kossior (1893–1937) waren als Kommunisten in der UdSSR aktiv und sind den Stalinschen Säuberungen zum Opfer gefallen, nicht hingegen die weiteren Brüder Kazimierz und Michal. Die Familie siedelte arbeitssuchend in das Kohlerevier von Jusowka (Donezk), wo er als Stahlarbeiter beschäftigt war. 1907 trat er der Sozialdemokratischen Arbeiterpartei Russlands bei und gehörte der seit 1903 entstehenden Fraktion der Bolschewiki an. Bald schon war er der Führer der lokalen Parteiorganisation. 1913 kam er nach Moskau und von dort wurde er nach Kiew und Charkow entsandt, als Führer der dortigen illegalen, sozialistischen Parteizellen. 1915 verhaftete ihn die zaristische Geheimpolizei, die Ochrana, und deportierte ihn nach Sibirien.

### Aufstieg während und nach der Revolution
Nach der Februarrevolution 1917 war Kossior im Parteikomitee der Stadt Narva. Nach der Oktoberrevolution von 1917 und der Machtübernahme durch die Bolschewiki verlagerte sich im Auftrag der Partei sein Einsatzgebiet 1918 in die von den Deutschen kontrollierten Gebiete von Ober Ost und der Ukraine. Nach dem Friedensvertrag von Brest-Litowsk war Kossior als Parteisekretär für die Partei in Russland tätig. Er wirkte von 1919 bis 1920 als Nachfolger von Georgi Pjatakow als Erster Parteisekretär und Mitglied des Zentralkomitees der Parteiorganisation in der entstehenden Ukrainischen Sowjetrepublik. 1922 wurde er Sekretär des sibirischen Büros des Zentralkomitees.

### Im Zentrum der Macht

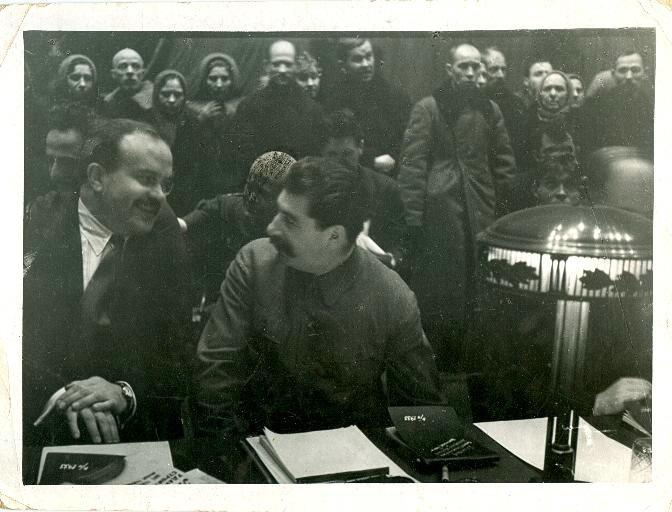
Stanislaw Kossior hinter Wjatscheslaw Molotow und Josef Stalin auf dem „Kongress der Kolchosstoßarbeiter“ am 19. Februar 1933 in Moskau. Kossiors Gesicht wurde nach seiner Hinrichtung am 26. Februar 1939 unkenntlich gemacht.

Von 1925 bis 1928 war er Sekretär des Zentralkomitees der Kommunistischen Partei der Sowjetunion – KPdSU. 1928 bis Januar 1938 war er wieder (als Nachfolger von Lasar Kaganowitsch) Erster Sekretär der kommunistischen Partei der Ukraine. In diesem Amt war er einer der Hauptverantwortlichen für die rigorose Durchsetzung der Kollektivierung sowie die sich aus ihr ergebene Hungersnot, die zum Massensterben mit Millionen Toten, dem Holodomor, führte.
1930 gewann Stalin den Machtkampf gegen Bucharin und Tomski, die als Politbüromitglieder abgesetzt wurden, sowie gegen Rykow, der sein Amt als Vorsitzender des Rats der Volkskommissare und als Mitglied des Politbüros verlor. Kossior wurde nunmehr als Anhänger Stalins von 1930 bis 1938 Vollmitglied im höchsten politischen Gremium der UdSSR, dem Politbüro der Kommunistischen Partei der Sowjetunion. 1935 erhielt er den Leninorden, die höchste Auszeichnung der Sowjetunion.
Im Januar 1938 wurde Nikita Chruschtschow Erster Sekretär der kommunistischen Partei der Ukraine. Kossior ging als stellvertretender Vorsitzender des Rates der Volkskommissare nach Moskau. Das sah nicht wie eine Strafversetzung aus, über sein Schicksal war aber wohl schon entschieden.
Im Rat der Volkskommissare stieß er auf die geballte Gegnerschaft der Stalinisten. Zu ihnen zählten der Ministerpräsident Molotow und dessen Stellvertreter Mikojan. Kossior und der Vizepremier Tschubar vertraten eine gemäßigte Linie, erreichten damit aber nichts.

### Opfer Stalins

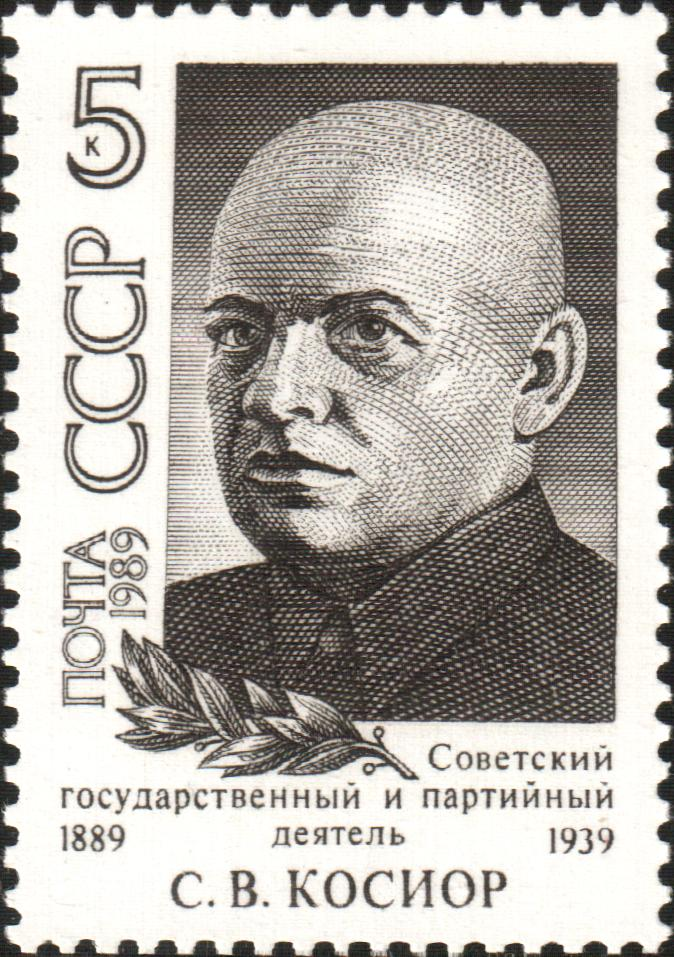
Briefmarke der Sowjetunion, Stanislaw Kossior, 1989 (Michel 6001, Scott 5812)

Stalin nutzte eine unrichtige Denunziation aus Kiew, um seinen Anhänger Kossior zu beseitigen. Kossior war Mitwisser um das Versagen Stalins und der Partei und zugleich der Mitverantwortliche bei den Hungerkatastrophen Anfang der 1930er Jahre in der Ukraine. Stalin ließ Kossior anklagen; Kossior verlor am 3. Mai 1938 alle Parteiposten und wurde vom NKWD verhaftet. Er widerstand brutalen Folterungen und brach zusammen, als seine sechzehnjährige Tochter in den Raum gebracht und vor seinen Augen vergewaltigt wurde. Im Rahmen der stalinistischen Säuberungsprozesse unter NKWD-Chef Jeschow wurden 1938 neben Kossior auch die Politbüromitglieder Rudsutak, Tschubar und die Kandidaten des Politbüros Postyschew und Eiche angeklagt. Kossior, Tschubar und Postyschew wurden am 26. Februar 1939 zum Tode verurteilt und am gleichen Tag hingerichtet. Die Leiche wurde nicht den Angehörigen übergeben, sondern im damals einzigen Moskauer Krematorium (es war seit 1927 in einer umgebauten Kirche auf dem Donskoi-Friedhof in Betrieb) eingeäschert und die Asche dort in ein Massengrab geworfen. Auch seine beiden Brüder waren zuvor 1937/38 hingerichtet worden. Mit ihnen verschwand die überwiegende Mehrheit der Mitglieder und Kandidaten des Zentralkomitees.
Chruschtschow sagte in seiner Geheimrede am 25. Februar 1956, fast drei Jahre nach Stalins Tod, zum Abschluss des 20. Parteitages der KPdSU unter anderem:
Wir haben jetzt die Fälle Kosior, Rudzutak, Postyšev, Kosarev und andere untersucht und diese Genossen rehabilitiert. Auf welcher Grundlage hatte man sie verhaftet und verurteilt? Die Prüfung der Unterlagen zeigte, daß es dafür keinerlei Grundlagen gab. [...] Stalin erteilte nicht nur die Erlaubnis, er gab sogar auf eigene Initiative Weisungen für Festnahmen. [...] Die Tatsachen beweisen, daß viele Missbräuche auf Weisung Stalins erfolgten, ohne irgendwelche Normen der parteilichen und sowjetischen Gesetzlichkeit zu beachten. Stalin war ein sehr misstrauischer Mensch mit krankhaftem Argwohn, wovon wir, die wir mit ihm arbeiteten, uns überzeugen konnten. [...] Der krankhafte Argwohn rief bei ihm wahlloses Misstrauen hervor, darunter auch im Verhältnis zu prominenten Parteifunktionären, die er seit vielen Jahren kannte. Überall, auf Schritt und Tritt, sah er "Feinde", "Doppelzüngler" und "Spione".
Kossior wurde im selben Jahr offiziell rehabilitiert. Zu seinem 30. Todestag 1969 und zu seinem 100. Geburtstag 1989 widmete ihm die sowjetische Post jeweils eine Briefmarke.